# Hudson (schip, 1939)
De Hudson, gebouwd in 1939, is de enige overgebleven vooroorlogse zeesleper in Nederland. Tijdens de Tweede Wereldoorlog in Nederland was het schip vijf jaar in dienst van de geallieerden. Tegenwoordig ligt de Hudson als museumschip in de Zuid-Hollandse stad Maassluis.

## Eerste jaren
In 1938 bestelde N.V. Internationale Sleepdienst bij Machinefabriek en Scheepswerf P. Smit Jr. N.V. in Rotterdam een zeesleepboot die onder de naam Hudson 24 jaar zou varen. De bouwkosten bedroegen € 135.000. In juli 1939 kwam de Hudson in dienst bij L. Smit & Co’s Internationale Sleepdienst, met als thuishaven Maassluis. Op 15 juli 1939 vertrok de Hudson voor haar eerste sleep met een baggermolen naar Beira.

## Tweede Wereldoorlog
In mei 1940 kreeg kapitein Ben Weltevreden tijdens de vierde sleepreis van de Hudson het bericht dat Duitse troepen Nederland waren binnengevallen. Nederland werd door de vijand bezet, daarom ging de sleepboot niet terug naar het thuisland. Gedurende de gehele Tweede Wereldoorlog heeft de Hudson op aanwijzing van de Nederlandse regering in ballingschap in opdracht van de geallieerden gevaren. Het schip sleepte onder andere een brandend munitieschip uit de haven van Algiers. In 1944 assisteerde de Hudson, als onderdeel van de landing in Normandië, bij de aanleg van een kunstmatige haven voor de kust van Normandië. Van hieruit werden de geallieerde troepen bevoorraad. In datzelfde jaar werd geassisteerd bij de Operatie Pluto (PipeLine Under The Ocean); het vanuit Engeland aanleggen van een pijpleiding onder het kanaal voor aanvoer van brandstof voor de geallieerde troepen.

## 1945 - 1963: actieve dienst
Na de oorlog werd de Hudson overal ter wereld ingezet. Sleepreizen naar Brazilië en Indonesië maar ook sleepopdrachten dichter bij huis. In 1963 nam L. Smit & Co’s Internationale Sleepdienst de Hudson uit de vaart: het vermogen van 600 pk was voor die tijd niet meer voldoende. De Hudson werd voor de sloop te koop aangeboden.

## 1963 - 1989: schilferijsfabriek
Het vissersbedrijf D. de Jager uit Stellendam kocht de Hudson in 1963. De motor ging eruit en het schip werd omgebouwd tot schilferijsfabriek. Dit ijs werd gebruikt bij de visserij voor het goedhouden van gevangen vis. Na bijna 25 jaar kwam ook hieraan een einde: de vraag naar schilferijs nam af door het gebruik van nieuwe methodes in de zeevisserij. In 1989 werd het schip weer voor de sloop te koop aangeboden.

## 1989 - heden: museumschip
De heer P. de Nijs, kapitein bij L. Smit & Co’s Internationale Sleepdienst richtte “Stichting Help de Hudson” op, met als doel het schip nieuw leven in te blazen als museumschip. Met financiële steun uit de nautische wereld en bijdragen uit diverse fondsen heeft de stichting de Hudson aangekocht. Na een restauratieperiode van veertien jaar is de Hudson zo goed mogelijk in de authentieke staat teruggebracht. 
Bezoekers van het in Maassluis afgemeerde schip krijgen een indruk over het leven en werken aan boord van een zeesleper in de periode 1940-1960. In de stuur- en bakboord bunkerruimtes en de machinekamer is een tentoonstelling te zien over de zeesleepvaart vlak voor en tijdens de Tweede Wereldoorlog, getiteld “Helden tegen wil en dank”.